# Evangelía Aravaní
Pour l’article homonyme, voir Aravani.
Evangelía Aravaní (grec moderne : Ευαγγελία Αραβανή), est une présentatrice et un ancien mannequin grec. Elle remporte le titre de Miss Star Hellas en 2005.

## Biographie
Evangelía Aravaní naît le 29 novembre 1985 à Leucade, dans les îles Ioniennes en Grèce, où elle passe les premières années de sa vie. Ses parents sont Kóstas et Sophía. La famille déménage à Nikaia, en Attique. Elle a une sœur cadette, Maria. Elle s'inscrit à un département de l'Université technique de Crète, mais n'y est jamais allée. 